# Красногорський (Мелеузівський район)
Красного́рський (рос. Красногорский, башк. Красногорка) — хутір у складі Мелеузівського району Башкортостану, Росія. Входить до складу Араслановської сільської ради.
Населення — 96 осіб (2010; 118 в 2002).
Національний склад:
- росіяни — 49%
- башкири — 43%